# Elçin Məsiyev
Elçin Məsiyev, ook geschreven als Elchin Masiyev (Bakoe, 29 juni 1991) is een Azerbeidzjaans voetbalscheidsrechter. Hij is in dienst van FIFA en UEFA sinds 2021. Ook leidt hij wedstrijden in de Premyer Liqası.
Op 15 juli 2021 maakte Məsiyev zijn debuut in Europees verband tijdens een wedstrijd tussen Petrocub Hîncești en Sileks Kratovo in de eerste voorronde van de UEFA Europa Conference League; het eindigde in 1–0 en de Azerbeidzjaanse leidsman gaf één gele kaart. Zijn eerste interland floot hij op 12 september 2023, toen Zwitserland met 3–0 won van Andorra door doelpunten van Cedric Itten, Granit Xhaka en Xherdan Shaqiri. Tijdens dit duel trok Məsiyev vier keer de gele kaart.

## Interlands
| Datum             | Plaats               | Wedstrijd                 | Uitslag | Competitie             | Kreeg geel | Kreeg voor de tweede keer geel en dus rood | Weggestuurd |
| ----------------- | -------------------- | ------------------------- | ------- | ---------------------- | ---------- | ------------------------------------------ | ----------- |
| 12 september 2023 | Sion, Zwitserland    | Zwitserland – Andorra     | 3 – 0   | EK 2024 kwalificatie   | 4          | 0                                          | 0           |
| 18 november 2024  | Luxemburg, Luxemburg | Luxemburg – Noord-Ierland | 2 – 2   | Nations League 2024/25 | 3          | 0                                          | 0           |

Laatst bijgewerkt op 19 november 2024.